# Maximino Romero de Lema
Maximino Romero de Lema (Bayo, 15 de noviembre de 1911-en vuelo de Roma a Santiago de Compostela, 29 de octubre de 1996) fue un sacerdote católico español, obispo auxiliar de Madrid-Alcalá, obispo de Ávila y arzobispo secretario de la Congregación para el Clero.

## Trayectoria

### Origen
Era el menor de los nueve hermanos integrantes de su familia.

### Formación y docencia
Cursó estudios de Derecho en la Universidad de Santiago entre 1927 y 1932. Al año siguiente se trasladó a Madrid invitado por Ángel Herrera Oria para hacerse cargo de la vicesecretaría del Centro de Estudios Universitarios y explicar Historia del Derecho en el mismo centro. Al mismo tiempo se doctoró en la Universidad de Madrid, asistió por libre a clases de José Ortega y Gasset en la Facultad de Filosofía y Letras y ejerció como ayudante de cátedra de Derecho Internacional Privado, a cargo entonces de Antonio de Luna. Siendo estudiante ingresó a la Confederación Nacional de Estudiantes Católicos, en la Congregación de la Anunciada y San Luis Gonzaga y en la Asociación Católica Nacional de Propagandistas, donde mantendría contactos con importantes personalidades y miembros de la jerarquía eclesiástica, como Alberto Martín-Artajo o Joaquín Ruiz-Giménez entre los primeros y fray Justo Pérez de Urbel o Isidro Gomá entre los segundos. En 1932 fue nombrado presidente de la Junta Diocesana de Acción Católica de Santiago de Compostela. En el segundo congreso de esta organización, celebrado en Santander ese mismo año de 1932, Romero de Lema propuso una peregrinación a Santiago en el año santo de 1937 «ante la necesidad de hacer frente a la descristianización en que se había enfangado la II República».
Despertada su vocación religiosa en unos ejercicios espirituales dirigidos por jesuitas, en 1936 marchó junto a Ángel Herrera Oria, a estudiar Teología en la Universidad de Friburgo, centro que abandonaría al poco tiempo para incorporarse como sargento de Artillería  al ejército nacional durante la Guerra Civil, con el que participó en la batalla de Guadarrama, entró en Valencia con las tropas al mando general Aranda y fue condecorado por sus acciones.
En 1939 asistió al II Congreso de la Confederación Iberoamericana de Estudiantes Católicos como miembro de la delegación española, enviado junto a Joaquín Ruiz-Giménez y Emilio Bellón. Finalizada la guerra cursó estudios de Humanidades y Filosofía en el seminario de Madrid y de Teología en la Universidad Gregoriana de Roma como colegial del Pontificio Colegio Español, durante los cursos 1941-1942 y 1942-1943, estudios que completaría en la Universidad Pontificia de Salamanca al verse obligado a abandonar Roma a causa de la ocupación por el ejército alemán durante la Segunda Guerra Mundial.

### Presbítero
Finalizados los estudios eclesiásticos fue ordenado presbítero en Santiago de Compostela el 23 de diciembre de 1944, cuando contaba treinta y tres años de edad, por el obispo de Lugo, Rafael Balanzá.
Tras una breve estancia en la parroquia de Maliaño, fue consiliario de Acción Católica en Santiago de Compostela, capellán de colegios universitarios en Madrid, subdirector del Instituto Social León XIII y rector de la iglesia nacional de Santiago y Monserrat en Roma, donde fundó el Centro Español de Estudios Eclesiásticos para la investigación científica por miembros del clero, en colaboración con Joaquín Ruiz-Giménez, a la sazón embajador de España ante la Santa Sede. También fundó la Casa de Santiago, un centro de estudios bíblicos en Jerusalén y un seminario para vocaciones tardías en Salamanca. Fue secretario general de la Obra de Cooperación Sacerdotal Hispanoamericana, lo que le permitió viajar con frecuencia a países de Hispanoamérica y conocer en profundidad los problemas de su Iglesia.
Hacia 1957, a petición de Ángel Herrera, se hizo cargo en Madrid de la subdirección del Instituto Social León XIII y de la rectoría de la iglesia del Espíritu Santo, del CSIC.
Participó en la creación de la revista Cuadernos para el Diálogo en colaboración con su amigo personal Joaquín Ruiz-Giménez y de destacados intelectuales falangistas (Pedro Laín Entralgo o Antonio Tovar), comunistas (Carlos Paris), progresistas (Francisco Sintes), conservadores (Luis Sánchez Agesta) y de otras tendencias menos definidas del arco político, como Torcuato Fernández Miranda o Salustiano del Campo, y participó en el primer equipo redactor de la revista.

### Obispo

#### Auxiliar de Madrid
El 15 de junio de 1964 fue nombrado obispo titular de Horta y auxiliar de Madrid-Alcalá y consagrado en la catedral de San Isidro de Madrid por Antonio Riberi, nuncio en España, asistido por el arzobispo de Madrid y el obispo auxiliar de Santiago de Compostela, Casimiro Morcillo y Miguel Novoa Fuente, respectivamente, el 19 de julio de 1964. Este nombramiento se producía al mismo tiempo que el de José Guerra Campos, con quien había coincidido como condiscípulo en Roma y Salamanca, en sustitución de los anteriores obispos auxiliares de Madrid José María García Lahiguera y Juan Ricote Alonso, que serían nombrados para la diócesis de Huelva y coadjutor del obispo de Teruel respectivamente.

#### Residencial de Ávila
El 19 de octubre de 1968 fue nombrado por Pablo VI obispo de Ávila.
En 1971 fue elegido gran canciller de la Universidad Pontificia de Salamanca, institución en la que llevó a cabo, junto con su rector, Fernando Sebastián Aguilar, una profunda renovación, sacándola de la profunda crisis que atravesaba entonces.
Según información aparecida en el semanario católico internacional The Tablet, Romero de Lema suspendió en 1970 un congreso de sacerdotes y seglares progresistas, procedentes de Cataluña, Castilla y el País Vasco, que había sido organizado en secreto y que iba a celebrarse en su diócesis para tratar sobre libertades de opinión, reunión, y sindical. La suspensión se habría debido a la amenazas de grupo de extrema derecha autodenominado Guerrilleros de Cristo Rey y a la llamada del gobernador civil de la provincia interesándose por la clase de reunión que iba a tener lugar.
Durante los meses finales del pontificado de Romero de Lema en Ávila, circularon rumores sobre su nombramiento como arzobispo de Santiago de Compostela, que algunos medios daban por seguro. Pablo VI tenía interés en colocar a Romero de Lema al frente de la diócesis compostelana, pero el nombramiento no fue finalmente posible por influencias de algunos grupos de poder y por el veto del gobierno de Franco que tenía derecho de presentación. Los mismos grupos influyentes habrían impedido igualmente la creación como cardenal de Romero de Lema, nombramiento que se anunció como probable en 1976 y que nunca llegó a producirse.

##### Apoyo a movimientos progresistas
Discreta y calladamente, Romero de Lema prestó apoyo a los grupos progresistas que surgían dentro del catolicismo hispano en la sociedad dominada por el franquismo. En Roma acogió en la Casa de Monserrat a exiliados republicanos españoles y fue preparando a quienes serían más tarde dirigentes de la Iglesia española, mostrando una atención especial a vascos y catalanes. El movimiento Cristianos por el Socialismo habría surgido bajo la protección de monseñor Romero, siendo significativo que el documento que sirvió de base para el nacimiento de la agrupación sea conocido como Manifiesto de Ávila, a pesar de ser el resultado de una reunión celebrada en Barcelona a comienzos de 1973. En palabras de Emilio Romero escritas siendo obispo de Ávila, Romero de Lema fue el que enjugó «las lágrimas de los sacerdotes jóvenes más atacados y contradichos».

### Arzobispo en Roma
Pablo VI había conocido a Maximino Romero de Lema antes de ser elegido papa y lo había designado personalmente miembro del Sínodo de Obispos en 1971. En 1973, influenciado por Giovanni Benelli que era amigo cercano de Romero de Lema, lo llamó a Roma como hombre de confianza, nombrándolo secretario de la Sagrada Congregación para el Clero dentro del plan concebido para internacionalizar la Curia romana. Sustituyó en el cargo a Pietro Palazzini, creado cardenal en el consistorio del 5 de marzo de 1973, siendo prefecto de la congregación el cardenal estadounidense John Wright, que había autorizado la publicación de un documento criticando la validez de la asamblea conjunta de obispos y sacerdotes celebrada en Madrid en 1971. La marcada tendencia conservadora mostrada por los cardenales Palazzini y Wright contrastaba con el espíritu conciliador y comprensivo que los analistas atribuyeron a Romero de Lema. Desempeñó el mismo cargo durante catorce años bajo las prefecturas de los cardenales John Wright (1969-1979), Silvio Odi (1979-1986) y Antonio Inocenti (1986-1988), los tres de carácter conservador, hasta su renuncia por cumplir setenta y cinco años de edad, que le fue aceptada inmediatamente.
Según informó el teólogo José María González Ruiz, canónigo lectoral de Málaga y amigo íntimo de Romero, el papa Juan Pablo II le había manifestado a este su intención de encargarle la prefectura de la Congregación del Clero. Sin embargo no solo se nombró para el cargo a otro obispo, sino que Romero de Lema quedó aislado en la secretaría de la Congregación hasta su jubilación. Pudiera ser que en este aislamiento y olvido por parte del papa hubiera influido un informe que le presentó Romero, en el que manifestada su intención de aproximarse a los presbíteros casados con el fin de recuperar para el ministerio sacerdotal al mayor número posible de ellos.

#### Homenaje del embajador ante la Santa Sede
Con motivo de su jubilación, el embajador ante la Santa Sede, Gonzalo Puente Ojea, organizó una cena de homenaje a monseñor Romero en la embajada de España a la que asistieron el embajador de España en Italia, Jorge de Esteban, los secretarios de la Congregación para el Clero y del Consejo para el Diálogo con los No Creyentes, varios sacerdotes y corresponsales de prensa. Se destacó por algunos medios la ausencia del prelado del Opus Dei, Álvaro del Portillo. Puente Ojea, que en su etapa universitaria había participado junto a Federico Silva Muñoz en la creación de un grupo juvenil en la Asociación Católica de Propagandistas  que se reunía ocasionalmente en la propia casa de monseñor Romero en Madrid  y posteriormente conocido por su agnosticismo militante, pronunció unas palabras de elogio hacia el homenajedado señalando que la carrera de monseñor Romero había quedado parada en la secretaría de la congregación sin haber sido ascendido a prefecto por voluntad del papa Juan Pablo II, y dijo que 

«don Maximino constituyó uno de los más sobresalientes iniciadores de un modo de entender el legado evangélico y el anuncio de su mensaje que estaría incoado por el acontecimiento magno de la historia eclesiástica port-tridentina, y que marcó, o deberá marcar, la frontera decisiva entre la Iglesia de ayer y la Iglesia de mañana».

#### Director espiritual del SeminarioRedemptoris Mater
Al jubilarse, Romero tenía planeado volver a España, pero a finales de 1987 sorprendió la noticia de que se haría cargo de la dirección espiritual del Colegio Redemptoris Mater, de Roma, centro perteneciente al Camino Neocatecumenal, donde estuvo residiendo y ejerciendo el cargo hasta poco antes de su muerte. Romero había tenido sus primeros contactos con el movimiento neocatecumenal siendo obispo de Ávila, cuando ordenó a varios diáconos del movimiento y los incardinó en su diócesis permitiendo que se dedicaran al servicio del grupo que entonces estaba iniciándose. Se trataba de un encargo personal del papa Juan Pablo II que se interpretó como una muestra de confianza con Romero, tras los años de aislamiento en la secretaría de la Congregación del Clero.

### Final
Cuando, aquejado de una grave enfermedad, viajaba de Roma, ciudad en la que residía, con destino a Santiago de Compostela, para pasar sus últimos días de vida en su tierra natal, falleció en el avión que lo trasladaba el 29 de octubre de 1996. Tras tomar tierra en el aeropuerto del Prat, sus restos mortales fueron trasladados a Bayo, su localidad natal, en cuya iglesia nueva, construida en terrenos cedidos por el propio arzobispo, se ofició un funeral el día 31, al que asistieron el nuncio en España, Lajos Kada, el presidente de la Conferencia Episcopal, Elías Yanes, los arzobispos de Madrid y Santiago de Compostela, Rouco y Barrio, el obispo de Ávila, Antonio Cañizares, y el cardenal Suquía, entre otras personalidades. Los restos mortales fueron inhumados a continuación en el mismo templo.
En una necrológica publicada en el diario ABC, el teólogo y catedrático de la Universidad Pontificia de Salamanca, Olegario González de Cardedal, escribió que Romero de Lema fue «liberal frente a los integristas, moderado frente a los radicales y pensador frente a los agitadores».

### Distinciones
- El instituto de secundaria de Bayo lleva el nombre «Maximino Romero de Lema» en su memoria.
- Una calle de Bayo lleva el nombre «Bispo Romero de Lema» en su memoria.

## Sucesión
| Predecesor: Santos Moro Briz | Obispo de Ávila 1968 - 1973 | Sucesor: Felipe Fernández García |

- Datos: Q15831623
- Multimedia: Maximino Romero de Lema / Q15831623